# ポーランド・オーストリア戦争

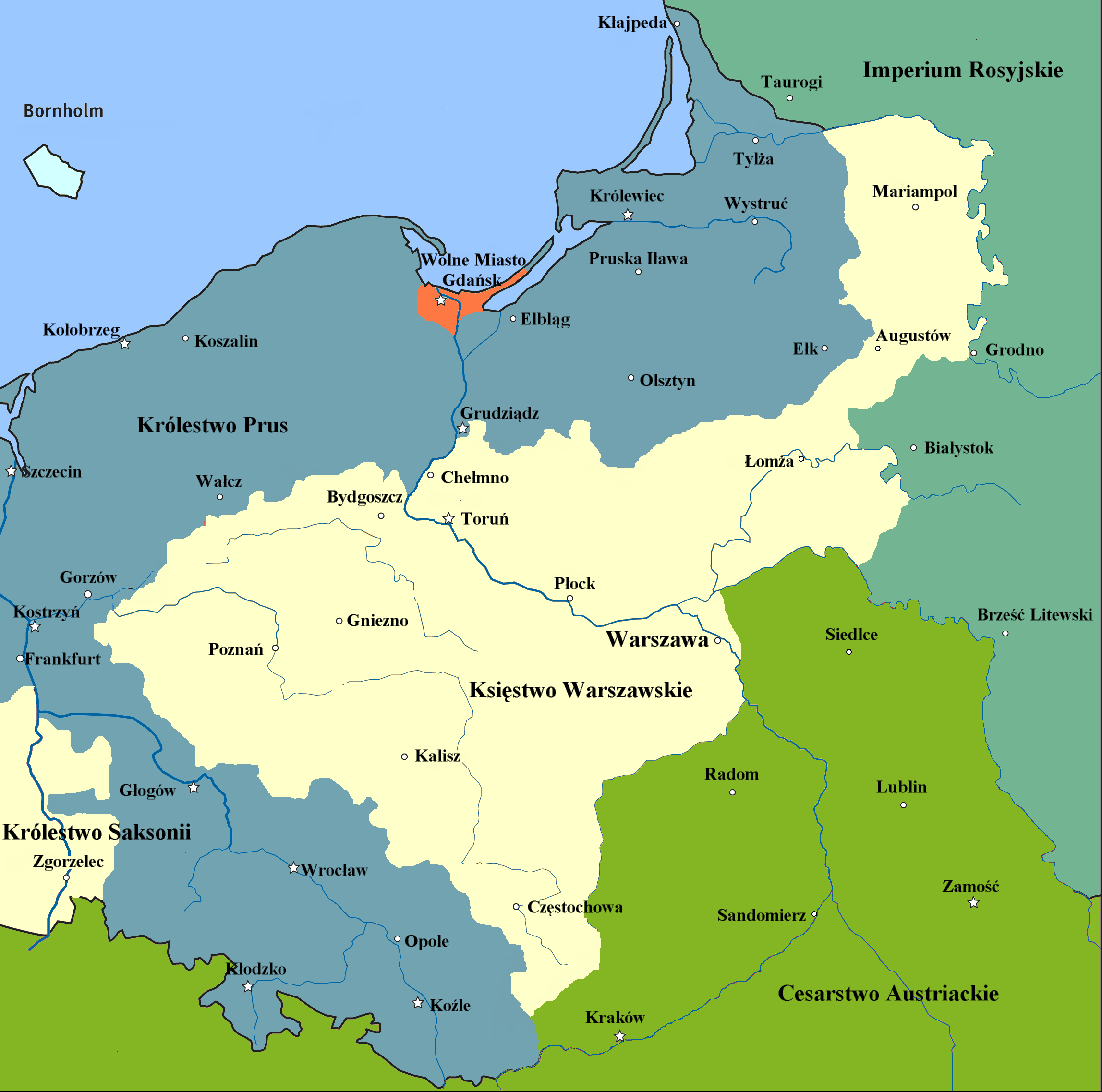
ワルシャワ公国（1807年 - 1809年）

ポーランド・オーストリア戦争 (ポーランド語: Wojna polsko-austriacka フランス語: Guerre austro-polonaise) は、1809年にフランス帝国影響下でポーランドに建国されたワルシャワ公国が、オーストリア帝国と戦った戦争である。この戦争は、第五次対仏大同盟（オーストリア、イギリスによるフランス・バイエルンに対する包囲網）に対してナポレオン・ボナパルト率いるフランスが起こしたオーストリア戦役の一部でもある。ワルシャワ公国軍はあえて首都ワルシャワを一時放棄することで、ポーランド分割以前の領土だったクラクフやリヴフを回復することに成功した。オーストリア本軍がヴァグラムの戦いでナポレオンに決定的敗北を喫したのもあり、ワルシャワ公国は大幅な拡大（ポーランド旧領の回復）に成功した。

## 戦争の経過

### オーストリアの侵攻
1808年、ワルシャワ公国に駐屯していたフランス軍がイベリア半島での半島戦争に投入されたため、公国は自身の公国軍で自営しなければならなくなった。第五次対仏大同盟戦争がはじまると、1809年4月14日にフェルディナント・カール・フォン・エスターライヒ＝エステ（エステ大公）率いるオーストリア軍がワルシャワ公国に侵攻した。これに対抗するワルシャワ公国軍の司令官は、最後のポーランド王スタニスワフ2世アウグストの甥ユゼフ・ポニャトフスキ であった。

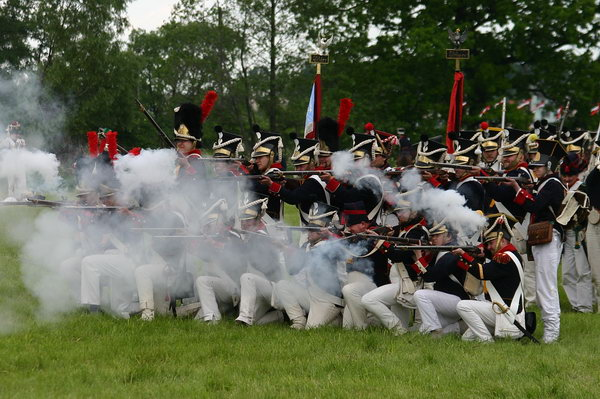
1809年のワルシャワ公国軍（2006年6月の再現イベント）

4月19日ラシンの戦いで、ワルシャワを目指してくるオーストリア軍の進軍を止めるべく、ポニャトフスキは敵の2倍のワルシャワ軍を率いて戦ったが、決着がつかなかった。そこでポニャトフスキは、防衛に向かないワルシャワを一旦放棄し、自軍の機動性を確保したうえで、ヴィスワ川右岸（東岸）に渡ってくるオーストリア軍を叩く、という戦略を立てた。実際、オーストリア軍はワルシャワ占領に成功したものの、これはピュロスの勝利でしかなかった。元から敵と比べ少ない軍勢を、各方面の戦線に散らさなければならなくなったからである。エステ大公はワルシャワに1万人を残し、6000人の軍団をヴィスワ川右岸へ送り、残りをトルンなどヴィスワ川左岸に送ることにした。

### ワルシャワ公国の反撃とガリツィア逆侵攻
ワルシャワは、その中央をヴィスワ川が南北に貫通している都市である。右岸へ進出しようとしたオーストリア軍6000人は、まずワルシャワ右岸中央部のプラガ地区を攻撃したが、ポニャトフスキが残していった1000人のワルシャワ軍守備隊に阻まれた。この4月26日のグロフフの戦いでワルシャワ軍のミハウ・ソコルニツキは大勝をおさめた。数日後、オーストリア軍は再びソコルニツキに挑んだものの、5月2日から3日にかけてのオストロフの戦い（グラ・カルヴァリアの戦い）で惨敗し、建設した橋や建築装備なども破壊された。ワルシャワ軍は、ヴィスワ川右岸での主導権を確実なものにした。
翌週、ヴィエルコポルスカ（大ポーランド）でヤン・ヘンリク・ドンブロフスキ率いるワルシャワ軍がオーストリア軍を押し戻した。ポニャトフスキがわずかな兵をワルシャワに残して南方へ移動しており、彼と連携を取れない中での勝利だった。エステ公は立て直しを図るため、いくつもの地点でヴィスワ川に橋を架け渡河しようとしたが、そのたびにワルシャワ軍に阻まれた。オーストリア軍がヴィスワ川に釘付けになっている間に、ポニャトフスキ率いるワルシャワ本軍が南下してオーストリア領ガリツィアに侵攻した。この地域はポーランド分割の際にオーストリアが獲得した地域、すなわちポーランド国家の旧領であった。5月14日にルブリン、5月18日にサンドミェシュ、5月20日にザモシチ、5月27日にルヴフと、ワルシャワ軍はガリツィアの主要都市を次々と攻略した。占領地域では速やかにワルシャワ公国の行政・軍事体制が整備された。一方ヴィスワ川左岸では、ドンブロフスキやユゼフ・ザヨンチェクのワルシャワ軍が、オーストリア軍の進撃速度を削りつつあった。

### オーストリア軍の後退
ついに進撃を止められたエステ公のオーストリア本軍は、ポニャトフスキの後方攪乱により逆に補給線を断たれる危機に陥り、包囲していたトルンを諦めて撤退し始めた。6月1日にはワルシャワも放棄し、西方で活動しているオーストリア本軍と合流してガリツィアのワルシャワ軍を叩く策を取った。対するポニャトフスキはオーストリア軍との戦闘を避け、可能な限りガリツィアでの支配域を広げることに注力した。
この頃、ロシアもガリツィアへ軍を動かしていた。ワルシャワ公国が一定以上の領土を獲得して強大化するのを恐れたためだが、裏では混乱に紛れて自らガリツィアの一部に居座り、戦後もオーストリアに返還せず自分の取り分とする、という算段も働いていた。ティルジット条約の規定では、ロシア軍はフランス軍と協力して、和平を破ったオーストリア軍に対することになっていたが、実際にはオーストリアもロシアも互いを事実上の対フランス同盟国であるとみなしていた。ロシア軍を率いるセルゲイ・ゴリツィンは、ワルシャワ公国への協力は最小限に抑えるよう政府から命じられていた。
6月11日のイェドリンスクの戦いで、オーストリア軍はザヨンチェク軍を破り、18日にサンドミェシュを、次いでルヴフも奪回した。しかしその間にポニャトフスキ軍は敵軍を避けつつキェルツェを、7月15日にはクラクフを占領した。6月19日にザヨンチェク軍がポニャトフスキ軍と合流し、7月3-4日にはドンブロフスキ軍やソコルニツキ軍も合流を果たしていた。一方オーストリア本軍は、7月5-6日のヴァグラムの戦いでフランス軍に決定的敗北を喫していた.

### 終戦
ユゼフ・ポニャトフスキはポーランドの国民的英雄として称えられ、ナポレオンから勝利を祝うサーベルを贈られた。
シェーンブルンの和約により、ワルシャワ軍が占領した地域（十数年前までのポーランド分割でオーストリアが獲得した地域）のほとんどがワルシャワ公国に併合された。

## オーストリア軍の編成
1809年7月5日にポーランドに侵攻した際のオーストリア軍の兵力は、歩兵18,700人、騎兵2,400人、大砲66門であった。総勢 23,200人の大軍が、26個歩兵大隊、28個騎兵連隊（4個騎兵連隊）に編成されていた。戦闘序列は以下のとおりである。
第7軍団:フェルディナント・カール・フォン・エスターライヒ＝エステ中将
- 予備砲兵隊: 指揮官不明
  - 2個12ポンド砲隊 (12門)
  - 6ポンド砲隊 (6門)
  - 3ポンド騎馬砲隊 (6門)
- 師団:ヨハン・フリードリヒ・フォン・モーア中将
  - 師団砲兵隊: 3ポンド騎馬砲隊 (6門)
  - 旅団:ケルグラー少将[7]
    - 第1ワラキア国境守備歩兵連隊 （第11国境守備歩兵連隊、2個大隊)
    - ヴカソヴィチ歩兵連隊  (第48歩兵連隊、3個大隊)

  - 旅団: 指揮官不明
    - 第2ワラキア国境守備歩兵連隊 (第17国境守備歩兵連隊、2個大隊)
    - セーケイ国境守備騎兵連隊 (第11国境守備騎兵連隊、8個騎兵大隊)

  - 旅団: 指揮官不明
    - 第1セーケイ国境守備歩兵連隊 (第14国境守備歩兵連隊、2個大隊)
    - 第2セーケイ国境守備歩兵連隊 (第15国境守備歩兵連隊、2個大隊)
    - 3ポンド旅団砲兵隊 (8門)
- 師団:ルートヴィヒ・フォン・モンデット中将[8]
  - 師団砲兵隊: 6ポンド砲隊 (6門)
  - 旅団: カール・レオポルト・シヴァラール・ダポンクール少将
    - ダヴィドヴィチ歩兵連隊I (第34歩兵連隊、3個大隊)
    - ヴァイデンフェルト歩兵連隊 (第37歩兵連隊、3個大隊)
    - 6ポンド旅団砲兵隊 (8門)

  - 旅団:フランツ・フォン・プフラッハー少将
    - ド・リーニュ歩兵連隊 (第30歩兵連隊、3個大隊)
    - シュトラウフ歩兵連隊 (第24歩兵連隊、3個大隊)
    - コットゥリンスキ歩兵連隊 (第41歩兵連隊、3個大隊)
    - 6ポンド旅団砲 (8門)
- 師団:カール・アウグスト・フォン・シャウロート中将
  - 師団砲兵隊: 6ポンド騎馬砲兵隊 (6門)
  - 旅団: 指揮官不明
    - パラティナル騎兵連隊 (第12騎兵連隊、8個騎兵大隊)

  - 旅団: 指揮官不明
    - ソマリヴァ胸甲騎兵連隊 (第5胸甲騎兵連隊、6個騎兵大隊)
    - ロートリンゲン胸甲騎兵連隊 (第7胸甲騎兵連隊、6個騎兵大隊)